# Сукупира (Токантинс)

Сукупира на карте штата.

Сукупира (порт. Sucupira) — муниципалитет в Бразилии, входит в штат Токантинс. Составная часть мезорегиона Западный Токантинс. Входит в экономико-статистический микрорегион Гурупи. Население составляет  1 742 человека на 2010 год. Занимает площадь 1 025,519 км². Плотность населения — 1,70 чел./км².

## Демография
Согласно сведениям, собранным в ходе переписи 2010 г. Национальным институтом географии и статистики (IBGE), население муниципалитета составляет:
| Полное население                               | Полное население                               | Полное население                               | Полное население                               | 1 742 |
| ---------------------------------------------- | ---------------------------------------------- | ---------------------------------------------- | ---------------------------------------------- | ----- |
| в том числе:                                   | Городское население                            | 1 106                                          | Процент городского населения, %                | 63,49 |
|                                                | Сельское население                             | 636                                            | Процент сельского населения, %                 | 36,51 |
|                                                | Мужское население                              | 894                                            | Процент мужского населения, %                  | 51,32 |
|                                                | Женское население                              | 848                                            | Процент женского населения, %                  | 48,68 |
| Плотность населения, чел/км²                   | Плотность населения, чел/км²                   | Плотность населения, чел/км²                   | Плотность населения, чел/км²                   | 1,70  |
| Население муниципалитета в % к населению штата | Население муниципалитета в % к населению штата | Население муниципалитета в % к населению штата | Население муниципалитета в % к населению штата | 0,13  |

По данным оценки 2016 года население муниципалитета составляет 1 900 жителей.

## Статистика
- Валовой внутренний продукт на 2003 составляет 6.021.938,00 реалов (данные: Бразильский институт географии и статистики).
- Валовой внутренний продукт на душу населения на 2003 составляет 4.473,95 реалов (данные: Бразильский институт географии и статистики).
- Индекс развития человеческого потенциала на 2000 составляет 0,719 (данные: Программа развития ООН).

## Важнейшие населенные пункты
| № | Населённый пункт | Населённый пункт (порт.) | Категория | Население чел. (2010) | На карте                        |
| - | ---------------- | ------------------------ | --------- | --------------------- | ------------------------------- |
| 1 | Сукупира         | Sucupira                 | город     | 1 106                 | 11°59′09″ ю. ш. 48°54′39″ з. д. |